# Liễu Hạnh Công chúa

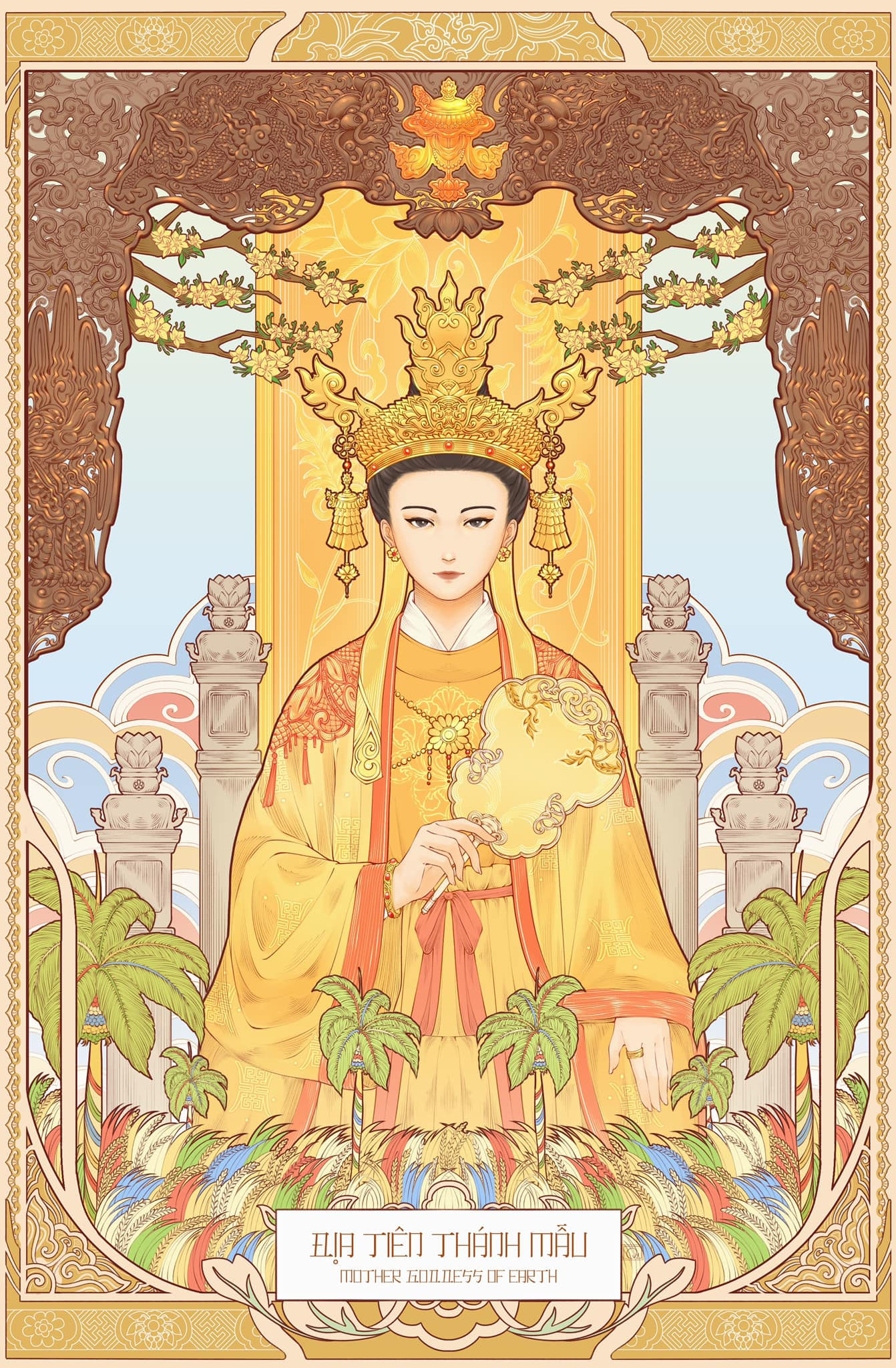
Liễu Hạnh Công Chúa

Thánh Mẫu Liễu Hạnh (chữ Hán: 聖母柳杏) hay Liễu Hạnh công chúa (chữ Hán: 柳杏公主) là một trong những vị Thánh quan trọng của tín ngưỡng Việt Nam. Bà còn được gọi bằng các tên: Bà Chúa Liễu, Liễu Hạnh (柳杏), Mẫu Liễu Hạnh (母柳杏), Mẫu Thượng Thiên (母上天) hoặc ở nhiều nơi thuộc vùng Bắc Bộ bà được gọi ngắn gọn là Mẫu Liễu.
Theo truyền thuyết trong dân gian Việt Nam, Mẫu Liễu Hạnh là một trong bốn vị thánh Tứ bất tử. Bà là con gái thứ hai của Ngọc Hoàng Thượng đế với mẫu thiên hậu, 3 lần giáng trần. Bà đã được các triều đại phong kiến từ thời nhà Hậu Lê đến thời nhà Nguyễn cấp nhiều Sắc, tôn phong là "Mẫu nghi thiên hạ - Mẹ của muôn dân", "Chế Thắng Bảo Hòa Diệu Đại Vương" và cuối cùng quy y cửa Phật theo lối bán tu rồi thành đạo là Mã Vàng Bồ-tát (鎷鐄菩薩).
Bà chính là vị Thánh Mẫu đứng đầu hệ thống Tam phủ, Tứ phủ thờ đạo Mẫu. Nhiều làng xã và các đô thị ở phía bắc Việt Nam đều có đền thờ bà.

## Truyền thuyết
Căn cứ vào Tiên Phả Dịch Lục, Quảng Cung Linh Từ Phả Ký, Quảng Cung Linh Từ Bi Ký và Cát Thiên Tam Thế Thực Lục hiện đang lưu giữ ở địa phương do Ban quản lý Di tích – danh thắng của tỉnh Nam Định sưu tầm và một số tài liệu trong Hội đồng khoa học lịch sử Nam Định thẩm định thân thế và sự tích bà Liễu Hạnh như sau:

### Lần giáng trần đầu tiên
Vào đầu thời nhà Hậu Lê, tại thôn Quảng Nạp, xã Vỉ Nhuế, huyện Đại An, phủ Nghĩa Hưng, trấn Sơn Nam, có ông Phạm Huyền Viên, người xã La Ngạn kết duyên cùng bà Đoàn Thị Hằng, người ấp Nhuế Duệ, cũng xã Vỉ Nhuế (nay là thôn Vỉ Nhuế, xã Yên Đồng, huyện Ý Yên, tỉnh Nam Định).
Hai ông bà là những người hiền lành, tu nhân tích đức nhưng hiềm một nỗi đã ngoài 40 mà chưa có con. Một đêm rằm tháng hai, ông bà được thần báo mộng là Ngọc Hoàng sẽ cho con gái thứ hai là Công chúa Hồng Liên đầu thai làm con, từ đó bà có thai. Trước khi sinh, vào đêm ngày 6 tháng 3 năm Quý Sửu 1433, trời quang mây vàng như có ánh hào quang. Ông Huyền Viên ngồi đợi tin mừng, bỗng như có một nàng tiên từ trong đám mây bước xuống thềm nhà, và bà sinh một bé gái. Vì vậy ông đặt tên con là Phạm Tiên Nga.
Phạm Tiên Nga càng lớn càng xinh đẹp, mọi việc nữ công gia chánh đều thành thạo, đảm đang. Đến năm 15 tuổi đã có nhiều người đến dạm hỏi nhưng nàng đều khước từ vì nàng còn phải ở nhà chăm sóc cha mẹ già yếu, canh cửi quán xuyến công việc gia đình.
Ngày 10 tháng 10 năm Nhâm Ngọ (1462), cha của nàng qua đời. Hai năm sau mẹ của nàng cũng về nơi tiên cảnh. Phạm Tiên Nga đã làm lễ an táng cha mẹ ở phía đông nam phủ Nghĩa Hưng (nay là thôn La Ngạn, ở đây có đền thờ cha và mẹ của Phạm Tiên Nga).
Sau ba năm để tang cha mẹ, lo mồ yên mả đẹp, Phạm Tiên Nga bắt đầu chu du khắp nơi làm việc thiện (lúc này Tiên Nga vừa tròn 35 tuổi).
Bà đã ủng hộ tiền của và công sức giúp dân đắp đê ngăn nước Đại Hà từ bên kia phía núi Tiên Sơn (nay là núi Gôi) đến Tịch Nhi (nay chính là đường đê Ba Sát, nối Quốc lộ 10 chạy dọc xã đến ngã ba Vọng. Đây cũng chính là con đường nối di tích Phủ Dầy với Phủ Quảng Cung).
Cùng với việc đắp đê, bà còn cho làm 15 cây cầu đá, khơi ngòi dẫn nước tưới tiêu, khai khẩn đất ven sông, giúp tiền bạc cho người nghèo, chữa bệnh cho người ốm, sửa đền chùa, cấp lương bổng cho các vị hương sư, khuyên họ cố sức dạy dỗ con em nhà nghèo được học hành.
Năm 36 tuổi, bà đến bờ Sông Đồi dựng một ngôi chùa trên mảnh vườn nhỏ, đặt tên là Chùa Kim Thoa. Bên trên thờ đức Nam Hải Quan Thế Âm Bồ Tát, bên dưới thờ cha và mẹ.
Sau đó hai năm, bà tới tu sửa chùa Sơn Trường - Ý Yên, Nam Định, chùa Long Sơn - Duy Tiên, Hà Nam, chùa Thiện Thành ở Đồn Xá, Bình Lục, Hà Nam. Tại chùa Đồn Xá, bà còn chiêu dân phiêu tán, lập ra làng xã, dạy dân trồng dâu, nuôi tằm, dệt vải.
Tháng Giêng năm Nhâm Thìn (1472), bà trở lại chùa Kim Thoa, và tháng 9 năm ấy bà trở về quê cũ cùng các anh chị con ông bác tu sửa đền thờ Tổ họ Phạm khang trang bề thế (nay còn đền thờ ở phía nam xóm Đình thôn La Ngạn). Sau đó bà lại đi chu du ở trong hạt, khuyên răn bà con dân làng những điều phải trái.
Rồi trong đêm ngày 2 tháng 3 năm Quý Tỵ, thời Hồng Đức (1473), trời nổi cơn giông, gió cuốn, mây bay, bà đã hóa thần về trời. Năm đó bà vừa tròn 40 tuổi.
Ngay sau khi bà mất, nhân dân xã La Ngạn, huyện Đại An, phủ Nghĩa Hưng đã lập đền thờ trên nền nhà cũ, gọi là Phủ Đại La Tiên Từ. Đồng thời quê mẹ của bà là xã Vỉ Nhuế cũng lập đền thờ để tưởng nhớ công lao của bà, gọi là Phủ Quảng Cung.

### Lần giáng sinh thứ hai
Vì thương nhớ cha mẹ và quê hương ở cõi trần mà đến thời Lê Thiên Hựu, năm Đinh Tỵ (1557), Mẫu lại giáng sinh lần thứ hai làm con ông Lê Thái Công và bà Trần Thị Phúc thuộc dòng họ Trần Lê tại Giáp Nhất thôn An Thái, xã Vân Cát, huyện Thiên Bản, hạt Sơn Nam Hạ (nay là Xóm 1, thôn Vân Cát, xã Kim Thái, huyện Vụ Bản, Nam Định, cách quê cũ Vỉ Nhuế chừng 7 km). Do ông Lê Thái Công nhìn mặt con, thấy nét mặt giống nàng tiên nữ bưng khay rượu trong bữa tiệc chúc thọ Ngọc Hoàng mà ông mơ trước đó nên đặt tên cho con là Lê Giáng Tiên.
Lần này, bà kết duyên với ông Trần Đào Lang (người cùng làng  tại Giáp Nhị, Vân Đình, nay là xóm 2 (xóm Đình ) thôn  Tiên Hương) sinh được một người con trai, tên là Nhân, một con gái tên là Hòa. Giữa lúc cả gia đình đang đầm ấm vui vẻ thì bỗng nhiên, vào đúng ngày, bà mất ngày 3 tháng 3 năm Đinh Sửu, thời Lê Gia Thái thứ 5 (1577). Năm ấy, Bà mới 21 tuổi, tuyệt nhiên không bệnh tật gì. Lăng mộ và đền thờ ở Phủ Dày, thôn Vân Cát, xã Kim Thái, huyện Vụ Bản, Nam Định.
Phủ Chính Phủ Dầy ngày nay được xây dựng trên chính nền nhà khi xưa của Mẫu, khu vườn đằng sau phủ cũng chính là khu vườn nơi Mẫu vẫn thường ra gẩy đàn ngâm thơ.

### Lần giáng sinh thứ ba
Giáng Tiên về trời đúng hạn định theo lệnh của Ngọc Hoàng. Nhưng khi nàng đã ở trên trời thì lòng trần lại canh cánh, ngày đêm da diết trong lòng nỗi nhớ cha mẹ, chồng con nên nàng muốn xuống trần gian lần nữa. Khi về đến nhà vừa đúng lúc gia đình đang làm giỗ mãn tang cho nàng, mọi người đều hết sức ngạc nhiên và vô cùng sung sướng. Nàng ôm lấy mẹ mà khóc, rồi kể hết sự tình, dặn anh hãy gắng lo chăm sóc cha mẹ, vì lần này xuống trần nàng không thể ăn ở như lần trước, rồi trở về nhà chồng. Thánh Mẫu Liễu Hạnh gặp chồng, con cái mừng mừng tủi tủi. Nàng cũng kể rõ mọi chuyện cho chồng biết, khuyên chồng hãy cố gắng luyện chí, yên tâm theo đuổi sự nghiệp công danh, đừng quên chăm sóc con thơ, phụng dưỡng cha mẹ. Nàng quét dọn, sửa sang nhà cửa, may vá quần áo cho chồng cho con, rồi bỗng chốc lại thoắt biến lên mây... Cứ như thế, thỉnh thoảng nàng lại hiện về, làm xong các việc rồi lại biến đi. Ròng rã hàng chục năm sau, cho đến khi con cái khôn lớn và Đào Lang công thành danh toại, nàng mới từ biệt để đi chu du thiên hạ.

### Hành thiện giúp đời
Trận giao chiến trên Đèo Ngang
Thời vua Lê Thái Tổ (1385-1433) trị vì. Lần ấy, Tiên Chúa đang hóa phép thành cô gái, mở quán bán cho khách bộ hành ở chân đèo Ngang (Hà Tĩnh). Lời đồn đại về một cô gái nhan sắc tuyệt vời bỗng đâu xuất hiện ở nơi đèo heo hút gió, làm cho mọi người hết sức ngạc nhiên. Rồi chỗ nào cũng thấy thì thào bàn tán. Chẳng mấy chốc, lời đồn đại cũng tới tận kinh đô đến tai hoàng tử sắp kế nghiệp đến tìm Tiên Chúa nhưng bị bà làm thành một kẻ ngẩn ngơ, điên điên dại dại. Cả hoàng triều bối rối, lo sợ. Tìm thầy tìm thuốc có đến cả tháng mà bệnh tình hoàng tử vẫn không thuyên giảm. Nhà vua nhờ sự giúp đỡ của tám vị Kim Cương đã lừa bắt được Tiên Chúa. Họ đưa Tiên Chúa về kinh để hỏi tội. Sau khi nghe Tiên Chúa kể lại hành vi của Hoàng tử, Nhà vua đành phải ngậm bồ hòn làm ngọt, nói lời cảm tạ rồi chúc Tiên Chúa lên đường may mắn.
Cuộc gặp gỡ với Phùng Khắc Khoan và nguồn gốc di tích Phủ Tây Hồ
Tương truyền, ông đã gặp thần nữ là Liễu Hạnh công chúa cả thảy hai lần, và đều có xướng họa thơ: một lần gặp ở chùa Thiên Minh (Lạng Sơn) khi ông đi sứ về, một lần ở Hồ Tây (nay thuộc Hà Nội) khi ông cùng với hai bạn họ Ngô và họ Lý đi chơi thuyền. Lần ở Hồ Tây, người tiên kẻ tục bèn làm thơ xướng họa liên ngâm, sau được nữ sĩ Đoàn Thị Điểm chép trong truyện "Vân Cát thần nữ" ở tập Truyền kỳ tân phả của bà. Theo nhà nghiên cứu Bùi Duy Tân, thì bài thơ ấy được đặt tên là Tây Hồ quan ngư (Xem cá Hồ Tây). Bản tiếng Việt do Phan Kế Bính dịch có tên là Cảnh Hồ Tây.
Theo "Nam Hải Dị Nhân" của Phan Kế Bính thì Tiên Chúa vân du đến miền xứ Lạng. Lúc Phùng Khắc Khoan đi sứ từ Trung Quốc về đến Lạng Sơn ông thấy một cô gái xinh đẹp ngồi dưới ba cây thông trước sân chùa, vừa đàn vừa hát.
Ông bèn lên tiếng ghẹo: 三木森庭,坐著好兮女子 - Tam mộc sâm đình, tọa trước hảo hề nữ tử.  (Cụm từ "tam mộc sâm" 三木森 chỉ ba 三 chữ mộc木 (cây; gỗ) hợp lại thành chữ sâm 森 (cây cối rậm rạp; đông đúc) và cụm từ "hảo... nữ tử " 好... 女子 chỉ chữ nữ 女 (đàn bà, con gái) hợp với chữ tử 子 (con) thành chữ hảo 好 (tốt, đẹp, hay).
Người con gái nghe vậy, đối ngay: 重山出路走來使者吏人 - Trùng sơn xuất lộ, tẩu lai sứ giả lại nhân. (Cụm từ "trùng sơn xuất " 重山出 chỉ hai 重 chữ sơn 山 (núi) chồng lên nhau thành chữ xuất 出 (= ra; đi ra) và cụm từ "sứ... lại nhân"使...吏人 chỉ chữ lại 吏 (làm việc quan) hợp với chữ nhân 人 (người) thành chữ sứ 使 (người được vua hay chính phủ phái đi làm việc gì).
Phùng Khắc Khoan hết sức kinh ngạc bèn nói tiếp: 山人凴一几,莫非仙女臨凡 - Sơn nhân bàng nhất kỷ, mạc phi tiên nữ lâm phàm. (Cô sơn nữ ngồi ở ghế, phải chăng là tiên nữ giáng trần? Nhưng lắt léo ở chỗ: chữ sơn 山 và chữ nhân 亻ghép lại thành chữ tiên  仙. Chữ bàng có bộ kỷ 几. Chữ nhất và chữ kỷ ghép lại thành chữ phàm 凡.
Cô gái đáp ngay: 文子帶長巾必是學生視帳 - Văn tử đới trường cân, tất thị học sinh thị trướng. (Ông nhà văn chít khăn dài, chính thị học sinh nhòm trướng. Câu đáp không những lịch sự, dí dỏm mà chơi chữ cũng hết sức tinh vi: chữ văn 文 và chữ tử 子 ghép lại thành chữ học 斈 (= 學). Dưới chữ đới 帯 có bộ cân 巾. Chữ trường 長 và chữ cân ghép lại thành chữ trướng 帳).
Phùng Khắc Khoan vô cùng khâm phục cô gái. Ông cúi đầu làm lễ, lúc ngẩng đầu thì cô gái đã biến mất. Chỉ thấy trên thân cây gỗ viết bốn chữ: 卯口公主- Mão khẩu công chúa) và kế bên tấm biển cũng có bốn chữ:  冫馬已走 - Băng mã dĩ tẩu. Nghĩa là: Cây gỗ là bộ mộc. Mộc 木 thêm chữ mão 卯 là chữ liễu 柳. Mộc 木 thêm chữ khẩu 口 là chữ hạnh  杏, người con gái vừa rồi chính là Liễu Hạnh công chúa. Còn bộ băng 冫 đi với chữ mã 馬, chính là họ Phùng 馮 của ta. Chữ dĩ 已 nằm cạnh chữ tẩu 走, chính là chữ khởi 起. Có lẽ Liễu Hạnh công chúa dặn Phùng Khắc Khoan phải khởi công sửa lại ngôi chùa này. Sau đó, Phùng Khắc Khoan cho người tu sửa lại ngôi chùa khang trang.
Hiện nay những câu đối, những dấu tích về 2 lần gặp gỡ tại Lạng Sơn và Phủ Tây Hồ còn lưu lại ở Phủ Mẫu Thượng (Long Nga Linh Từ) (nơi Phùng Khắc Khoan gặp Liễu Hạnh lần đầu) và Phủ Tây Hồ (lần gặp thứ hai).
Cuộc tái hợp với Đào Lang - Người chồng kiếp trước
Vì tình nghĩa thủy chung với chồng con ở trần thế nên đến thời Lê Khánh Đức thứ 2 (1650), bà vân du đến làng Tây Mỗ, xã Hà Thái, huyện Hà Trung, tỉnh Thanh Hoá, vào ngày 10 tháng 10 năm Canh Dần, tái hợp với ông Trần Đào Lang lúc này đã tái sinh là Mai Thanh Lâm, sinh được một con trai tên là Cổn. Bà mất ngày 23 tháng 12 năm Mậu Thân, thời Lê Cảnh Trị thứ 6 (1668). Năm ấy bà vừa 18 tuổi. Đền thờ bà ở Phủ Sòng Sơn, Thanh Hoá.

### Quy y Phật tổ[5]
Sau khi hóa về trời, do vẫn còn tâm nguyện giúp đời nên Tiên Chúa khẩn thiết xin Ngọc Hoàng Thượng đế cho trở lại cõi trần gian. Ngọc Hoàng Thượng đế lắng nghe và hiểu rõ tất cả. Ngài cho gọi hai thị nữ tin cậy là Quỳnh Hoa và Quế Hoa bảo cùng đi với Tiên Chúa.
Lần này Tiên Chúa xuống Phố Cát, huyện Thạch Thành, Thanh Hoá. Ở đây, cũng như những lần trước Tiên Chúa thường hiển linh giúp đỡ người lành, trừng trị kẻ ác. Nhân dân cùng nhau góp của góp công, dựng một ngôi đền để lấy chỗ phụng thờ Tiên Chúa.
Những sự việc ấy lọt đến tai vua Lê chúa Trịnh. Hai vị vua chúa cho rằng trước kia tiên vương thả "yêu nữ" ra là một sai lầm, bây giờ đã đến lúc cần phải thẳng tay trừng trị. Bởi vì không thể có luật lệ nào khác ngoài luật lệ của vua chúa và ai muốn làm gì cũng không được tự quyền. Thế là hai vị cho triệu hồi các thuật sĩ tài giỏi trong nước đến kinh đô trong đó có Tiền Quân Thánh (vốn là tướng nhà trời, do mắc lỗi, đã bị đày xuống trần làm con trai thứ ba của một vị thượng sư, sư tổ của phái Nội đạo tràng), giao cho dẫn một đội quân hùng mạnh, đến thẳng miền Phố Cát để đánh dẹp.
Biết là không thể chống cự lại được, Tiên Chúa bảo Quỳnh Hoa, Quế Hoa tìm cách trốn đi, còn tự mình cũng hóa phép thành đứa trẻ, rồi lại hóa phép thành con rồng có vẩy vàng vẩy bạc múa lượn trên không.
Tiền Quân Thánh lúc ấy ngồi trên voi chín ngà niệm thần chú tung lưới sắt ra chụp lấy. Tiên Chúa bị bắt rồi hiện nguyên hình trở lại.
Giữa lúc ấy Phật tổ xuất hiện giải cứu cho Tiên Chúa. Khi vừa thấy Phật tổ, Tiền Quân Thánh liền sững lại, thay vì vậy đã sai quân lính mang đến cho Tiên Chúa một bộ quần áo cà sa và một chiếc mũ ni cô. Tiên Chúa nhận áo mũ rồi thoắt biến lên mây cùng với Phật tổ.

### Ngũ Nương Diêu Trì Cung
Theo đạo Cao Đài, bà được phong làm Ngũ Nương Diêu Trì Cung để tiếp tục phổ độ lương dân ở Bắc Trung Bộ và Bắc Bộ, Việt Nam

## Sắc phong
- Mã hoàng công chúa, thượng đẳng tối linh tôn thần.
- Thượng thượng thượng đẳng tối linh, vị bách thần chi thủ
- Chế Thắng Bảo Hòa Diệu Đại Vương

## Lễ hội

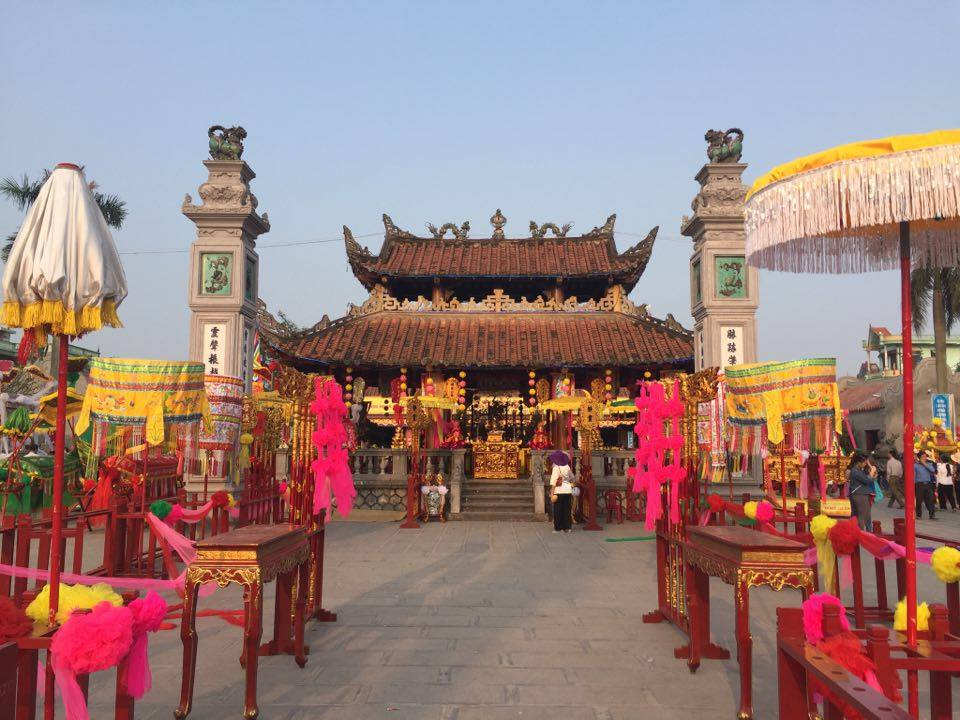
Lễ hội Phủ Dầy

Lễ hội Thánh Mẫu Liễu Hạnh hàng năm được tổ chức vào ngày 3 tháng 3 Âm lịch - ngày giỗ của bà. Địa điểm là:
Quần thể di tích Phủ Dầy tại xã Kim Thái, huyện Vụ Bản, tỉnh Nam Định
Chùa Phúc Lâm, phủ Kim Thoa ở xóm 1 (tục gọi là làng Đồi), xã Yên Đồng, huyện Ý Yên, tỉnh Nam Định.
Phủ Quảng Cung (Phủ Nấp) ở thôn Vỉ Nhuế, xã Yên Đồng, huyện Ý Yên, tỉnh Nam Định
Phủ Tây Hồ ở Hà Nội
Phủ Đồi Ngang, đền Dâu, đền Quán Cháo ở phòng tuyến Tam Điệp (Ninh Bình)
[Đền Sòng] ở phường Bắc Sơn, thị xã Bỉm Sơn, Thanh Hoá. Ngoài ra con có đền thờ bà tại nơi bà chuyển sinh lần thứ ba ở Phố Cát, huyện Thạch Thành, Thanh Hoá
Đền Sòng Sơn ở số 35 phố Tôn Đức Thắng, phường Quốc Tử Giám, quận Đống Đa, thành phố Hà Nội.
Lễ hội thường kéo dài vài tuần lễ. Riêng lễ hội Phủ Dầy, còn gắn liền với Hội chợ Viềng, họp vào ngày 7 tháng giêng.
Đền thờ Thánh Mẫu Liễu Hạnh (tục gọi là Đình Nghè), ở xã Yên Luật, huyện Hạ Hòa, tỉnh Phú Thọ.